# کتابخانه عمومی شهرستان لس آنجلس

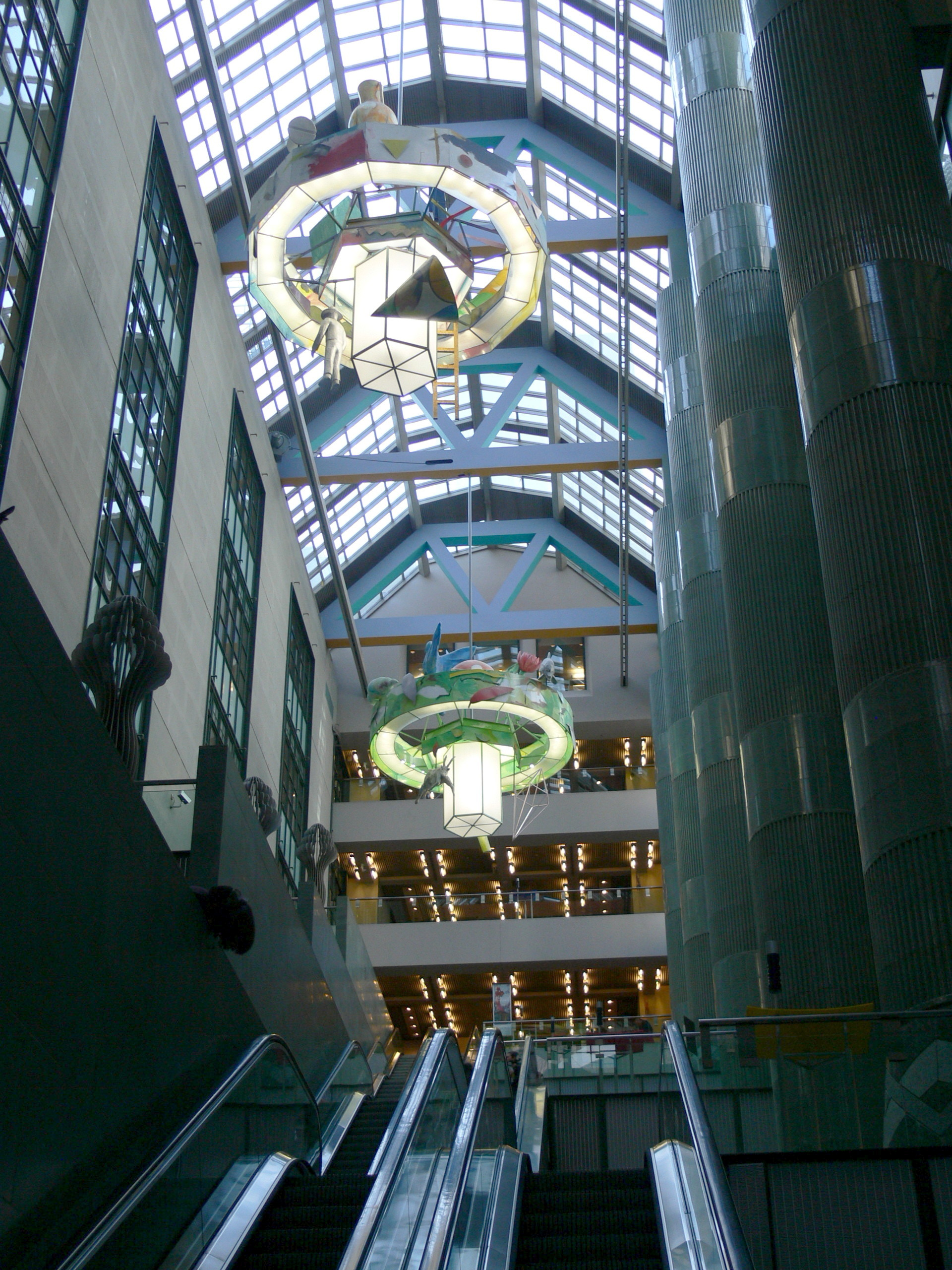

کتابخانه عمومی شهرستان لس آنجلس (به انگلیسی: County of Los Angeles Public Library) تأسیس ۱۹۱۲ نام یک سامانه کتابخانه‌ای بزرگ در ایالات متحده آمریکا است. این موسسه در لس آنجلس قرار دارد.
سیستم کتابخانه این موسسه با بیش از ۷٬۴۸۸٬۱۹۶ عنوان کتاب در زمره بزرگترین مراکز کتابخانه‌ای کشور آمریکا محسوب می‌شود. 